# Puchenstuben
Puchenstuben osztrák község Alsó-Ausztria Scheibbsi járásában. 2022 januárjában 272 lakosa volt. 

## Elhelyezkedése

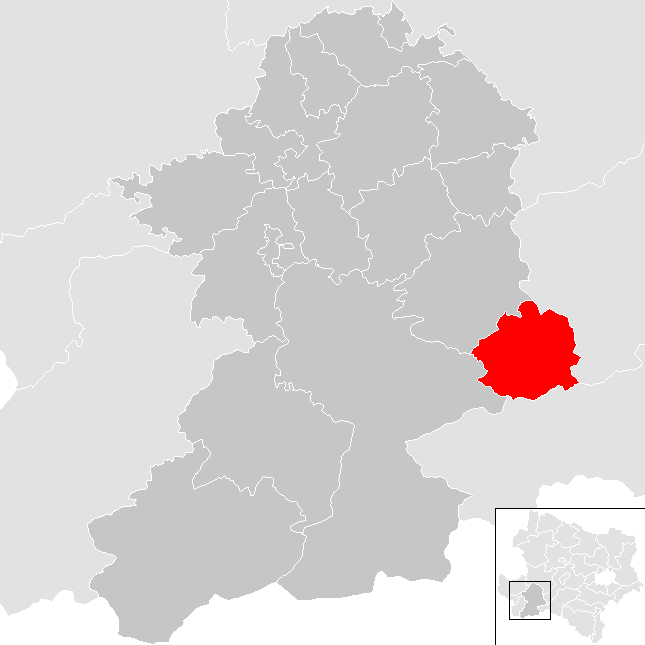
Puchenstuben a Scheibbsi járásban

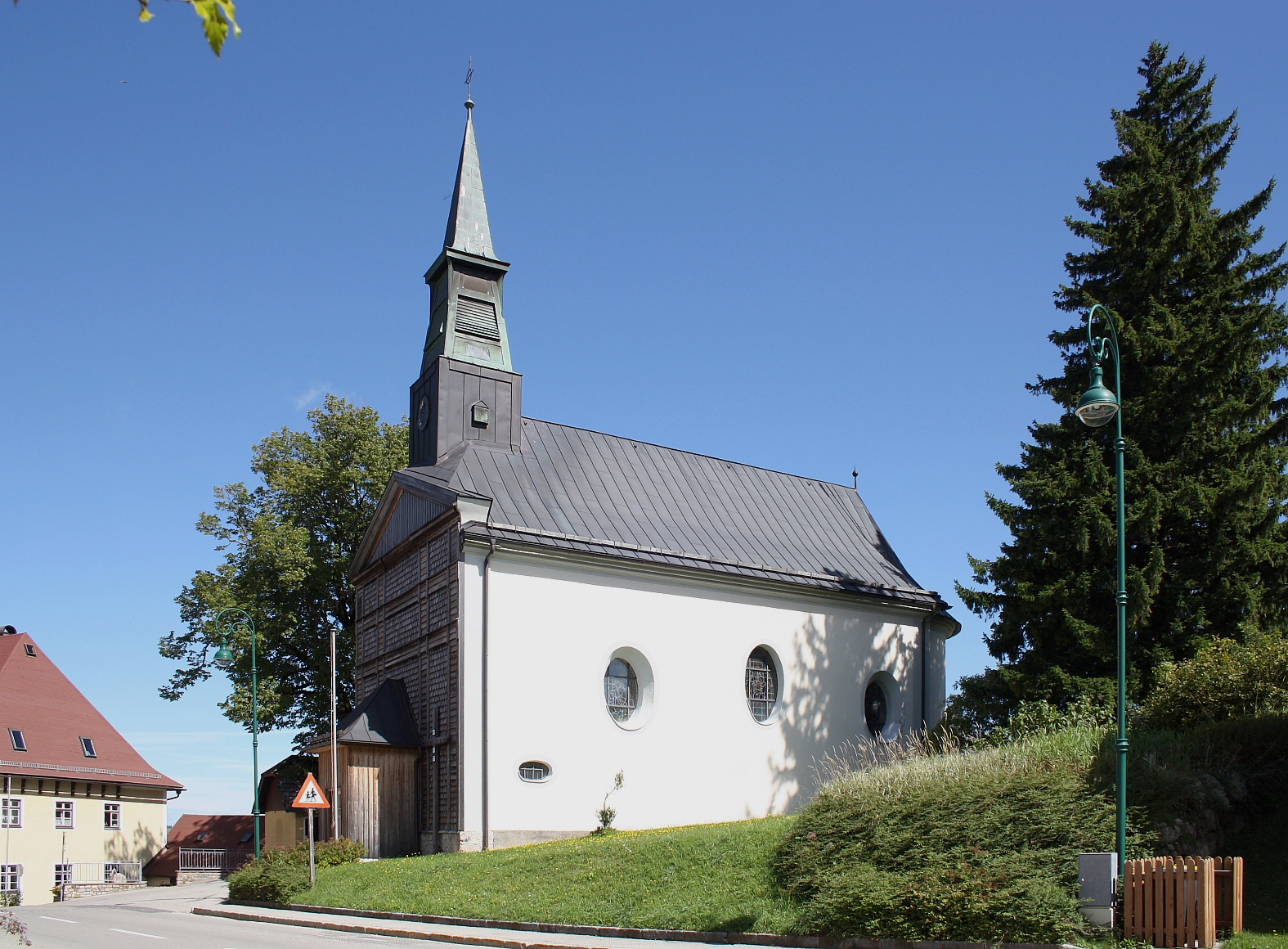
A Szt. Anna-plébániatemplom

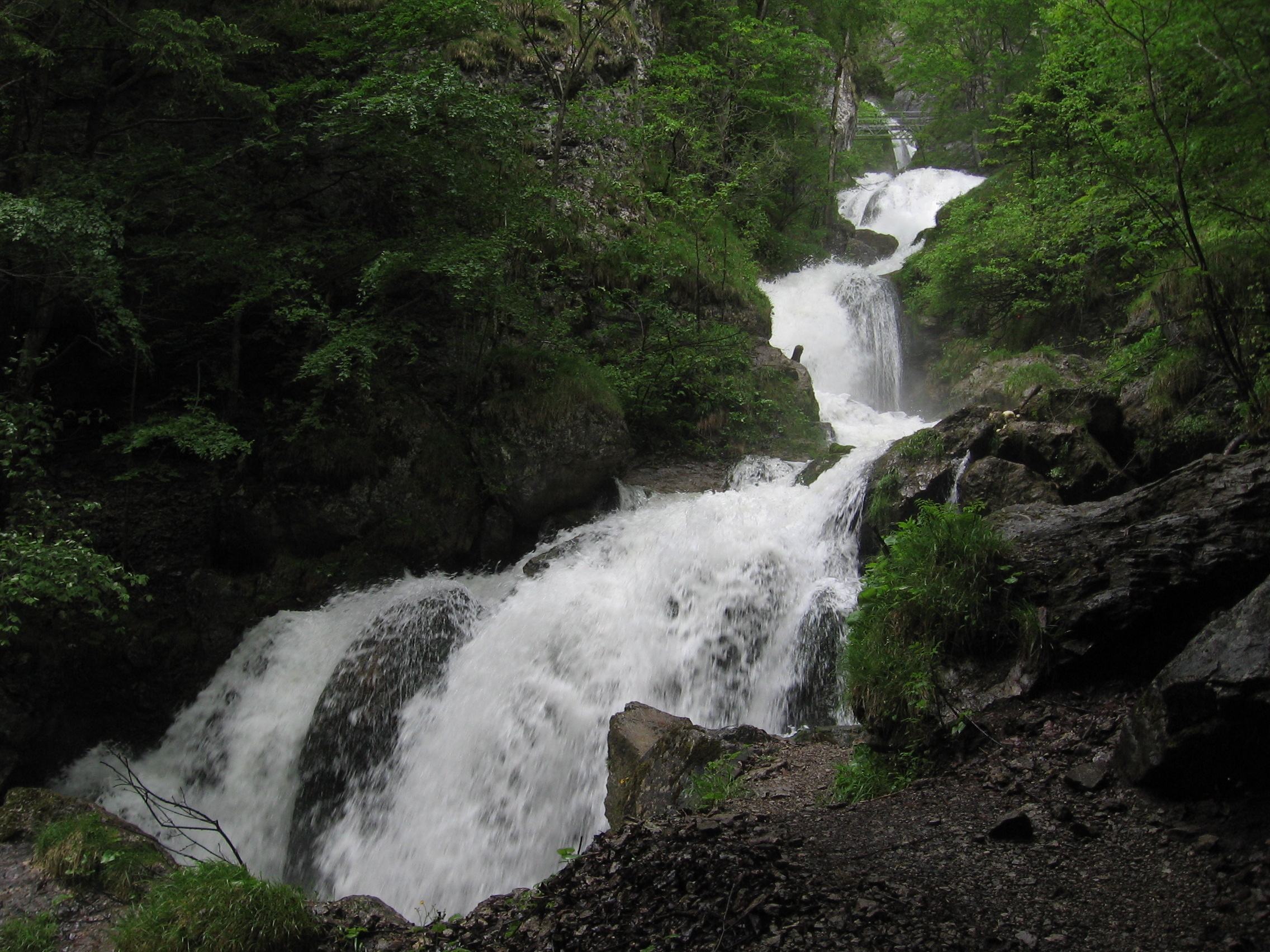
A Treffling-vízesés

Puchenstuben a tartomány Mostviertel régiójában fekszik, az Eisenwurzen történelmi tájegységben, a Türnitzi-Alpokban. Területének 85%-a erdő, 12% áll mezőgazdasági művelés alatt. Az önkormányzat 10 települést, illetve településrészt egyesít: Bergrotte (40 lakos 2022-ben), Brandeben (6), Brandgegend (3), Buchberg (16), Gösing an der Mariazellerbahn (9), Laubenbach (11), Puchenstuben (175), Schaflahn (1), Sulzbichl (11), Waldgegend (0).
A környező önkormányzatok: délnyugatra Gaming, északnyugatra Sankt Anton an der Jeßnitz, északra Frankenfels, keletre Schwarzenbach an der Pielach, délre Annaberg.

## Története
A községhez tartozó Gösing falut 1261-ben említik először. Christian Haller puchenstubeni fogadós volt az egyik vezére a 16. század végén kitörő parasztfelkelésnek. A környező hegyekben a 17. századtól kezdve ólmot, illetve némi ezüstöt bányásztak; a bányászat volumene a 18. század elején érte el a csúcspontját.

## Lakosság
A puchenstubeni önkormányzat területén 2021 januárjában 272 fő élt. A lakosságszám 1923-ban érte el a csúcspontját 887 fővel, azóta csökkenő tendenciát mutat. 2019-ben az ittlakók 93,2%-a volt osztrák állampolgár; a külföldiek közül 1,7% a régi (2004 előtti), 3,4% az új EU-tagállamokból érkezett. 0,3% az egykori Jugoszlávia (Szlovénia és Horvátország nélkül) vagy Törökország, 1,4% egyéb országok polgára volt. 2001-ben a lakosok 88,4%-a római katolikusnak, 6,9% evangélikusnak, 3% pedig felekezeten kívülinek vallotta magát. Ugyanekkor csak német anyanyelvűek éltek a községben. 
A népesség változása:

| 2016 | 316 |
| 2018 | 311 |

## Látnivalók
- a Szt. Anna-plébániatemplom
- a Treffling-vízesés
- az Ötschi's Bahnorama panorámavasút
- a környező hegyek télen síelési, nyáron túrázási lehetőséget nyújtanak

## Fordítás
- Ez a szócikk részben vagy egészben  a   Puchenstuben című német Wikipédia-szócikk ezen változatának fordításán alapul.  Az eredeti cikk szerkesztőit annak laptörténete sorolja fel. Ez a jelzés csupán a megfogalmazás eredetét és a szerzői jogokat jelzi, nem szolgál a cikkben szereplő információk forrásmegjelöléseként.